# Артёмово (Ивановская область)
Артёмово — деревня в Шуйском районе Ивановской области России. Входит в состав Колобовского городского поселения.

## География
Деревня находится в южной части Ивановской области, в зоне хвойно-широколиственных лесов, на расстоянии примерно 12 километров (по прямой) юг-юго-восток от города Шуи, административного центра района.

### Климат
Климат характеризуется как умеренно континентальный, с умеренно холодной многоснежной зимой и относительно тёплым влажным летом. Среднегодовая температура воздуха — 3,3 °C. Средняя температура воздуха самого холодного месяца (января) — −11,6 °C (абсолютный минимум — −46 °C), средняя температура самого тёплого (июля) — 18,5 °С (абсолютный максимум — 38 °С). Безморозный период длится около 133 дней. Годовое количество атмосферных осадков составляет 744 мм, из которых большая часть выпадает в тёплый период.

## История
В 1859 году в составе Ковровского уезда Владимирской губернии).

## Население
| 1859 | 1905 | 2010 |
| ---- | ---- | ---- |
| 65   | ↗142 | ↘4   |

### Историческая численность населения
Постоянное население составляло 65 человек (1859 год), 6 в 2002 году (русские 100 %), 4 в 2010.

## Инфраструктура
Личное подсобное хозяйство с зоной сельскохозяйственного использования, индивидуальная застройка усадебного типа. В 1859 году учтено 11 дворов.

## Достопримечательности, памятные места
Обелиск воинам, погибшим в Великой Отечественной войне в центре деревни.

## Транспорт
Просёлочные дороги.